# Kirylino
Kirylino (biał. Кірыліна; ros. Кирилино) – wieś na Białorusi, w obwodzie witebskim, w rejonie brasławskim, w sielsowiecie Druja.

## Historia
W czasach zaborów ówczesna wieś leżała w granicach Imperium Rosyjskiego.
W latach 1921–1945 wieś a następnie kolonia leżała w Polsce, w województwie nowogródzkim (od 1926 w województwie wileńskim), w powiecie brasławskim, w gminie Słobódka.
Według Powszechnego Spisu Ludności z 1921 roku zamieszkiwało tu 228 osób, 11 było wyznania rzymskokatolickiego, 5 prawosławnego, a 212 staroobrzędowego. Jednocześnie 10 mieszkańców zadeklarowało polską przynależność narodową, a 218 białoruską. Było tu 49 budynków mieszkalnych. W 1931 w 42 domach zamieszkiwały 222 osoby.
Wierni należeli do parafii rzymskokatolickiej w Słobódce i miejscowej parafii prawosławnej. Miejscowość podlegała pod Sąd Grodzki w Brasławiu i Okręgowy w Wilnie; właściwy urząd pocztowy mieścił się w Drujsku.
W wyniku napaści ZSRR na Polskę we wrześniu 1939 miejscowość znalazła się pod okupacją sowiecką. Od czerwca 1941 roku pod okupacją niemiecką. W 1944 miejscowość została ponownie zajęta przez wojska sowieckie i włączona do Białoruskiej SRR.
Od 1991 w składzie niepodległej Białorusi.